# Poesía y verdad

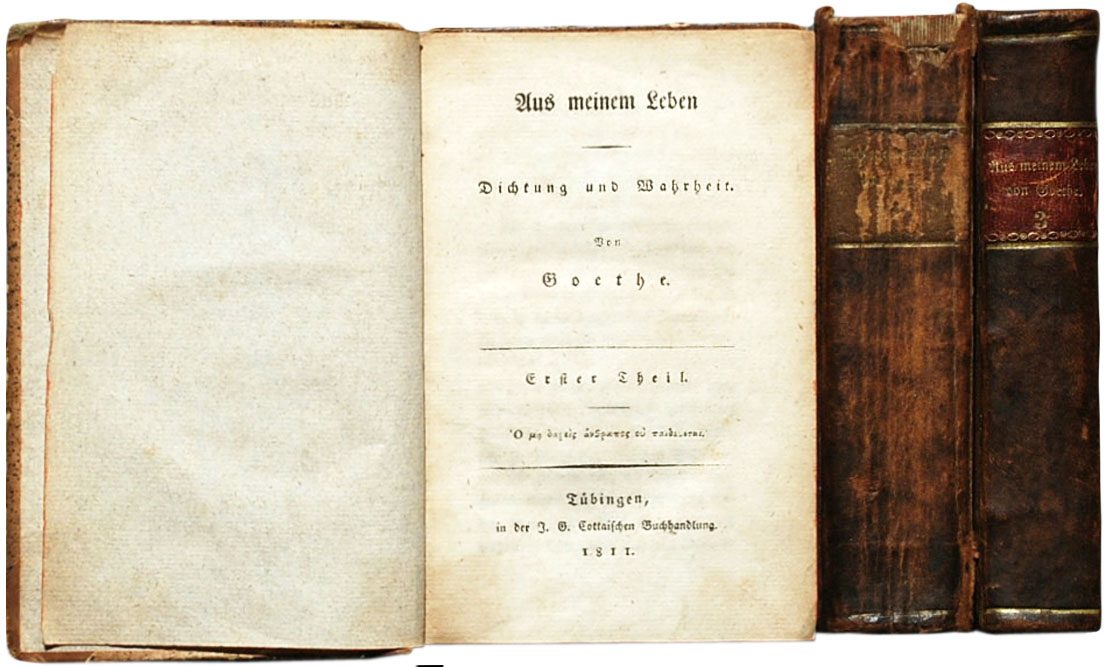

Poesía y verdad o Aus meinem Leben: Dichtung und Wahrheit  (traducido literalmente como "De mi vida: Poesía y Verdad"; 1811–1833) es una autobiografía escrita por Johann Wolfgang von Goethe que abarca desde la infancia del poeta hasta los días en 1775, cuando estaba a punto de partir hacia Weimar.

## Estructura
El libro está dividido en cuatro partes, las primeras tres fueron escritas y publicadas entre 1811 y 1814, mientras que la cuarta fue escrita principalmente en 1830-31 y publicada en 1833. Cada parte contiene cinco libros. En su totalidad, abarca los primeros 26 años de la vida de su autor. Goethe sostenía que "el período más importante de un individuo es el de su desarrollo".

## Historia
Goethe dictó esquemas y borradores para "Dichtung und Wahrheit" después de haber terminado su Teoría de los colores, en el verano de 1810 en Carlsbad. Inicialmente, trabajó en la autobiografía de manera paralela a su obra "Años de aprendizaje de Wilhelm Meister"; a partir de enero de 1811, la autobiografía se convirtió en su principal proyecto. Goethe le pidió a Bettina von Arnim que le enviara las notas que ella había tomado sobre su juventud, basadas en conversaciones que había tenido con su madre por un interés relacionado. Cuando Bettina cumplió con este deseo, el poeta utilizó principalmente sus notas para una descripción de su madre, "Aristeia der Mutter", que no incluyó en la autobiografía. También solicitó la ayuda de Friedrich Wilhelm Heinrich von Trebra, Karl Ludwig von Knebel y Johann Friedrich Heinrich Schlosser.

## Intenciones de Goethe
Goethe escribió "Dichtung und Wahrheit" desde la perspectiva del científico, el historiador y el artista. Como científico, deseaba representar su vida desarrollándose paso a paso "de acuerdo con esas leyes que observamos en la metamorfosis de las plantas". Como historiador, retrató las condiciones generales de la época y reveló las relaciones entre ellas y el individuo. Como artista, no se sentía obligado por los hechos por sí mismos, sino que seleccionaba aquellos que tenían importancia y los moldeaba para que pudieran convertirse en partes de una obra de arte.
En lo que respecta al arte, la palabra "Dichtung" (que significa tanto poesía como ficción) es deliberadamente ambigua, indicando que el autor ha seleccionado sistemáticamente aquellos eventos que consideraba deseable mencionar. Goethe también creó una imagen parcialmente ficticia de algunas figuras y eventos, incluyendo a Friederike Brion, por ejemplo, que son más vívidos de lo que cualquier intento de descripción fiel podría haber sido. Incluso algunos germanistas han llegado a dudar de que la figura de Gretchen, que aparece por primera vez como camarera, realmente haya existido, aunque luego reaparece como Margarete, también llamada Gretchen, el personaje femenino central en el drama Fausto de Goethe. 

## Contenido

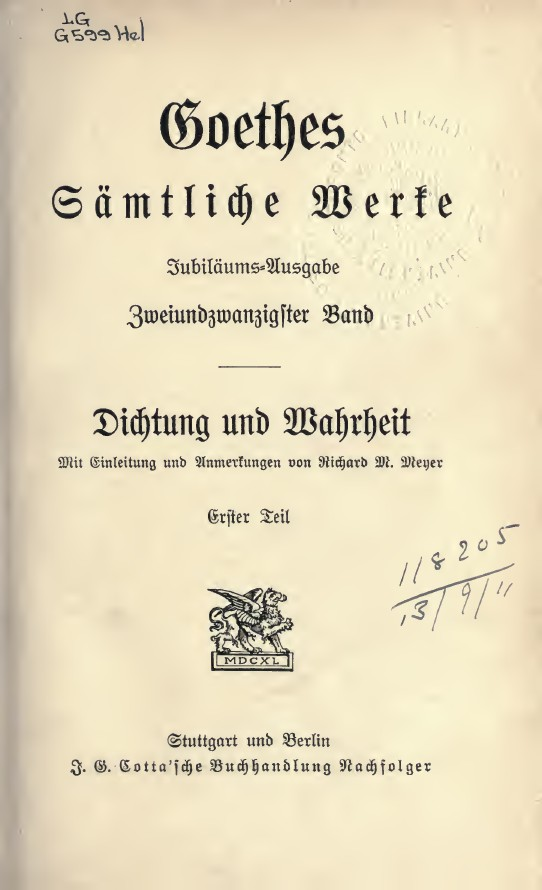
Dichtung y Wahrheit, 1903-1904

El material en las primeras tres partes está distribuido de tal manera que la infancia de Goethe se narra desde el primer libro hasta la mitad del sexto libro, la historia de sus días de estudiante comienza con la segunda mitad del sexto libro y continúa hasta el undécimo libro. Los libros 12-15 se dedican a la consideración de su juventud, cuando se realizaron sus primeros grandes éxitos como autor. A pesar de experiencias importantes, la cuarta parte no abre una nueva fase en el desarrollo de Goethe, pero sí marca el punto de inflexión más decisivo en el curso externo de su vida: su partida de Weimar.
Goethe describe su feliz infancia en Frankfurt, su relación con su hermana Cornelia y su enamoramiento de Gretchen. Gretchen es descrita como "increíblemente hermosa", pero Goethe también menciona que ella le pareció superficial cuando se enteró de que ella lo había mencionado como a un niño en el transcurso de investigaciones criminales. Además, Goethe describe sus amores con Anna Katharina Schönkopf durante su tiempo como estudiante en Leipzig, con Friederike Brion durante su tiempo en Estrasburgo y con la hija del banquero de Frankfurt, Lili Schönemann. Dichtung und Wahrheit también refleja el desarrollo de Goethe como poeta y expone parcialmente los cambios en el pensamiento del autor que fueron causados por la Guerra de los Siete Años y la ocupación francesa, mientras que otras experiencias a lo largo de la obra se presentan y se tiñen de color.
Esta autobiografía contiene la creación de la expresión en latín "nemo contra Deum nisi Deus ipse" (nadie contra Dios excepto Dios mismo)